# Akli Mellouli
 (avril 2024).
Si vous disposez d'ouvrages ou d'articles de référence ou si vous connaissez des sites web de qualité traitant du thème abordé ici, merci de compléter l'article en donnant les références utiles à sa vérifiabilité et en les liant à la section « Notes et références ».
Akli Mellouli, né le 2 décembre 1959, est un homme politique franco-algérien, élu sénateur du Val-de-Marne (DVG) depuis le 24 septembre 2023.

## Biographie
Akli Mellouli est un homme politique, syndicaliste et militant associatif français. Il est réputé pour sa spécialisation dans les questions de solidarité, d'égalité, et de justice sociale.  
Mellouli affirme s'être engagé en politique afin de défendre la fraternité et l'égalité, comme fondements de la cohésion sociale française.
Akli Mellouli est convaincu que les diasporas africaines formant des communautés en France jouent un rôle crucial dans le rapprochement et le renforcement des liens bilatéraux, tels des "ponts vivants".
Né en Algérie et élevé dans un quartier populaire de Bonneuil-sur-Marne, Akli Mellouli a été très tôt confronté aux inégalités territoriales et aux injustices sociales. Ces expériences ont façonné sa conscience sociale et politique.

## Engagement associatif et politique
L'engagement d'Akli Mellouli commence par sa participation active à la marche pour l'égalité. Ces premières années de militantisme l'ont encouragé à entrer en politique.
Peu après, Mellouli rejoint le Parti socialiste et la CFDT. Il pilote le projet européen « EQUAL », visant à lutter contre les discriminations dans le monde du travail.
Son engagement local dans le Val de Marne lui permet de devenir en 1995 secrétaire de section du Parti Socialiste. Il est ensuite élu conseiller municipal de Bonneuil sur Marne, puis président du groupe socialiste de sa ville. En 2008, il devient premier adjoint au maire de Bonneuil sur Marne, chargé de l’urbanisme, des travaux et de la vie économique.
Akil Mellouli souhaite devenir sénateur, mais le Parti Socialiste refuse de l'investir à plusieurs reprises. En 2023, sa candidature au Sénat est rejetée à la faveur de Laurence Rossignol. Akli Mellouli s'allie alors aux écologistes et présente une liste dissidente, contre la liste socialo-communiste. 
Contre toute attente, il est élu sénateur avec 11,92 % des voix. Mellouli est le troisième sénateur de gauche dans son département. Il rejoint le groupe écologiste au Sénat, ce qui lui permet d'être élu vice-président de la commission des affaires étrangères.

## Origines et double culture
Au-delà de son engagement politique et social en France, Akli Mellouli conserve un lien profond avec ses origines algériennes. Né dans le village de Souk El Tenine dans la wilaya de Bejaia en Kabylie, il a grandi dans un contexte marqué par la richesse de sa double culture. Il considère cet héritage culturel comme une force motrice dans son parcours. Ainsi, il revendique sa double nationalité franco-algérienne.
Akli Mellouli voit dans les diasporas africaines des communautés liées par une histoire et une culture commune, mais aussi des vecteurs de changement et d'innovation dans les relations internationales. Il affirme que les diasporas contribuent au développement durable de leurs pays d'origine, tout en enrichissant la société française.
Akli Mellouli pense que les relations entre la France et les pays africains doivent être guidées par les principes de non-ingérence et de soutien à l'autodétermination des peuples. Il souhaite aussi reconnaître et valoriser le rôle des diasporas dans ces relations.

## Prises de position
Interrogé par le journaliste Khaled Drareni, il estime le 4 août 2025 dans l'émission "One 2 One" sur la chaîne One TV lors d'un déplacement en Algérie que "La France coloniale a commis des crimes contre l'humanité en Algérie, colonie de peuplement, ça veut dire qu'on extermine une population pour en installer une autre, et ça, c'est une réalité", qu'il y a eu une extermination par la France le 8 mai 1945 en Algérie (massacres de Sétif, Guelma et Kherrata), et que les "génocidaires israéliens", qui ont vécu un génocide, en réalisent à leur tour un à Gaza.